# Otto Demus
Otto Demus, avstrijski umetnostni zgodovinar, predavatelj in akademik, * 4. november 1902, † 17. november 1990.
Demus je deloval kot ordinarij umetnostnozgodovinske katedre na Univerzi na Dunaju in bil dopisni član Slovenske akademije znanosti in umetnosti (od 23. aprila 1987).